# Университет прикладных наук Савонии
Университет прикладных наук Савонии (фин. Savonia-ammatikorkeakoulu; также употребляется название — Политехнический институт Савония, Университет политехнических наук Савония) — политехнический вуз в северной провинции Финляндии Похьойс-Саво (Северное Саво) в городах Варкаус, Куопио и Ийсалми.
Университет предлагает обучения в шести областях:
- культура,
- природные ресурсы и окружающая среда,
- туризм, общественное питание и экономика,
- социология, здравоохранение и спорт,
- технологии и транспорт,
- социальные науки, бизнес и управление.

Обучение в Университете прикладных наук Савония объединяет в себе теоретические знания с практическими навыками. По окончании университета можно получить академическую степень бакалавра. Срок обучения варьируется от 3,5 до 4 лет (210—240 ECTS).
Обучение состоит из различных курсов, которые представляют собой различного рода виды обучения, такие как лекции, проектные и лабораторные работы, семинары, а также исследования. Студент сам определяет для себя план обучения. Программы состоят из базового, профессионального обучения, практики и написания диплома.
Университет прикладных наук Савония предлагает обучение как на финском так и на английском языках.

## Обучение на английском языке
Университет прикладных наук Савония ежегодно предлагает международные программы на степень бакалавра на английском языке. Цель этих программ заключается в том, чтобы дать студентам качественное образование на английском языке. Более 50 % студентов являются выходцами из стран других стран Европы, Америки, Азии и Африки. Таким образом студенты образуют разнообразные культурные группы. Также каждый год в вуз приезжают студенты по обмену.

### Учебные программы
- Industrial Management (Варкаус)
- Information Technology (Куопио)
- International Business  (Куопио, Варкаус)

## Инженер бакалавр
Университет оснащен современными техническими лабораториями.
Обучение на степень бакалавра длится 4 года.

### Программа Industrial Management
Представляет собой обучение знаниям и навыкам в области технологий, техники, производства, логистики и материально-технического обеспечения, управления бизнесом и сбытом товаров и услуг в международной обстановке. Целью обучения является подготовка для работы в качестве менеджеров, руководителей групп, консультантов, экспертов необходимых в сфере промышленного производства и международного бизнеса.
В Варкаусе предлагается специализация в области управления проектами и бизнес-менеджмент. Специализация «управление проектами» заключает в себя разработку новых технологий, различных продукций, услуг и производств. Специализация «бизнес-менеджмент» концентрируется на международном бизнесе, маркетинге и продажей технологии продукции и обслуживание клиентов.

### Программа Information Technology
Программа готовит студентов к карьере в областях информационных технологий, электроники, вычислительной техники, автоматизации и телекоммуникаций.
Учебная программа дает базовые знания о требованиях деловой жизни, руководстве проектами, маркетинге, электронике, информатике, программированию и телекоммуникациях. Особое внимание уделяется разработке программного обеспечения, компьютерных сетей и встраиваемых систем.
Выпускники могут работать в областях аппаратного и программного обеспечения, управления и эксплуатации заводов и предприятий, консалтинга, технической поддержки и маркетинга.
Работодатели выпускников данной программы — это промышленные компании, специализированные компании по разработке программного обеспечения, компании, выпускающие приложения в областях телекоммуникаций, здравоохранения и охране окружающей среды и торговые компании в тех же областях.

#### Специализация
Предметы данной учебной программы специализируются на разработке программного обеспечения в области социальных сетей, баз данных и мобильных сервисов. В области компьютерных сетей особое внимание уделяется изучению дизайна и технического обслуживания сетей и сервисов (проводных и беспроводных сетевых технологий). Также изучаются встроенные системы, а именно их дизайн, программирование и разработка приложений.

## Приём в университет на технические факультеты
Поступление в Университет прикладных наук Савония возможно только на зимний семестр (начало учёбы в конце августа). Набор студентов на англоязычные факультеты обычно проходит в январе-феврале

### Требования
- оконченное среднее или среднее профессиональное образование
- сертификат владения английским языком (TOEFL или IELTS)

### Вступительные экзамены
- математика
- физика или химия по выбору

Экзамены проходят весной. Примеры экзаменов предыдущих лет можно запросить по электронной почте.